# Vrapce
Vrapce es un pueblo ubicado en la municipalidad de Medveđa, en el distrito de Jablanica, Serbia.

## Superficie
Posee una superficie de 15,04 kilómetros cuadrados.

## Demografía
Hasta 2011 la población era de 45 habitantes, con una densidad de población de 2,993 habitantes por kilómetro cuadrado.